# Banon (Käse)
Der Banon ist ein kleiner französischer Rohmilchweichkäse aus Ziegenmilch mit natürlicher Rinde, der aus alten bäuerlichen Rezepten im Gebiet von Alpes-de-Haute-Provence entstand. Sein Name stammt vom auf dem Plateau d’Albion zwischen den Bergen Lure und Ventoux gelegenen Ort Banon.

## Beschreibung
Der runde Käse mit hellgelber Naturrinde hat einen Durchmesser von sechs bis acht Zentimetern, ist zwei bis drei Zentimeter hoch und wiegt ungefähr 100 Gramm. Er ist von cremig-sahniger und elastischer Konsistenz, wobei sich eine cremig-flüssige Beschaffenheit beim Anschnitt erst nach etwa sechs Wochen einstellt.
Sein Geschmack ist zugleich süßlich und kräftig, nach anderen Angaben erdig, mit animalischen Anklängen, sowie Heu- und Holznoten, eine weitere Beschreibung nennt den Käse mild und zugleich intensiv, erinnernd an Pilze oder Waldboden kurz nach einem Regen.

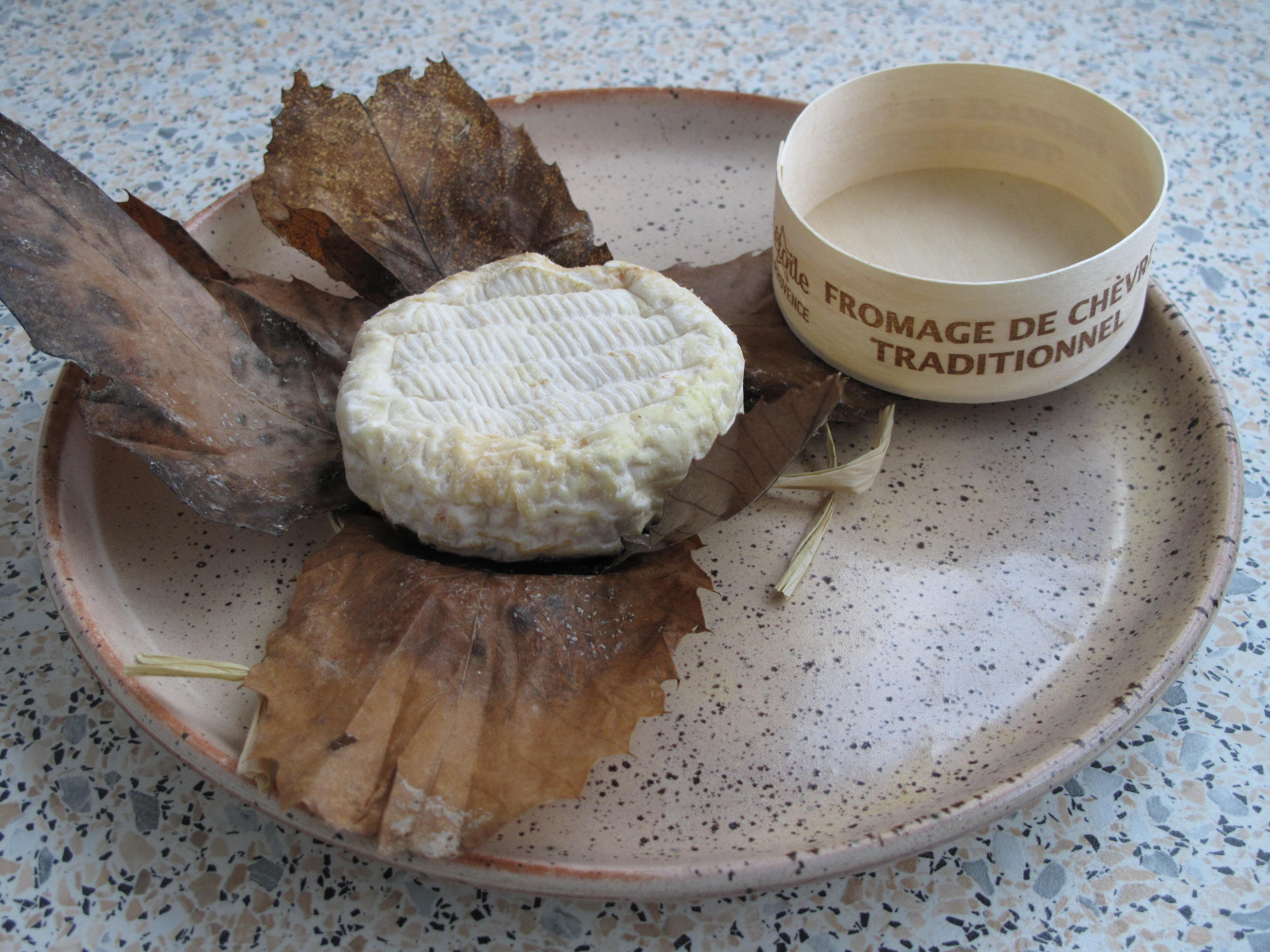
Ausgewickelter Banon, ganzer Laib
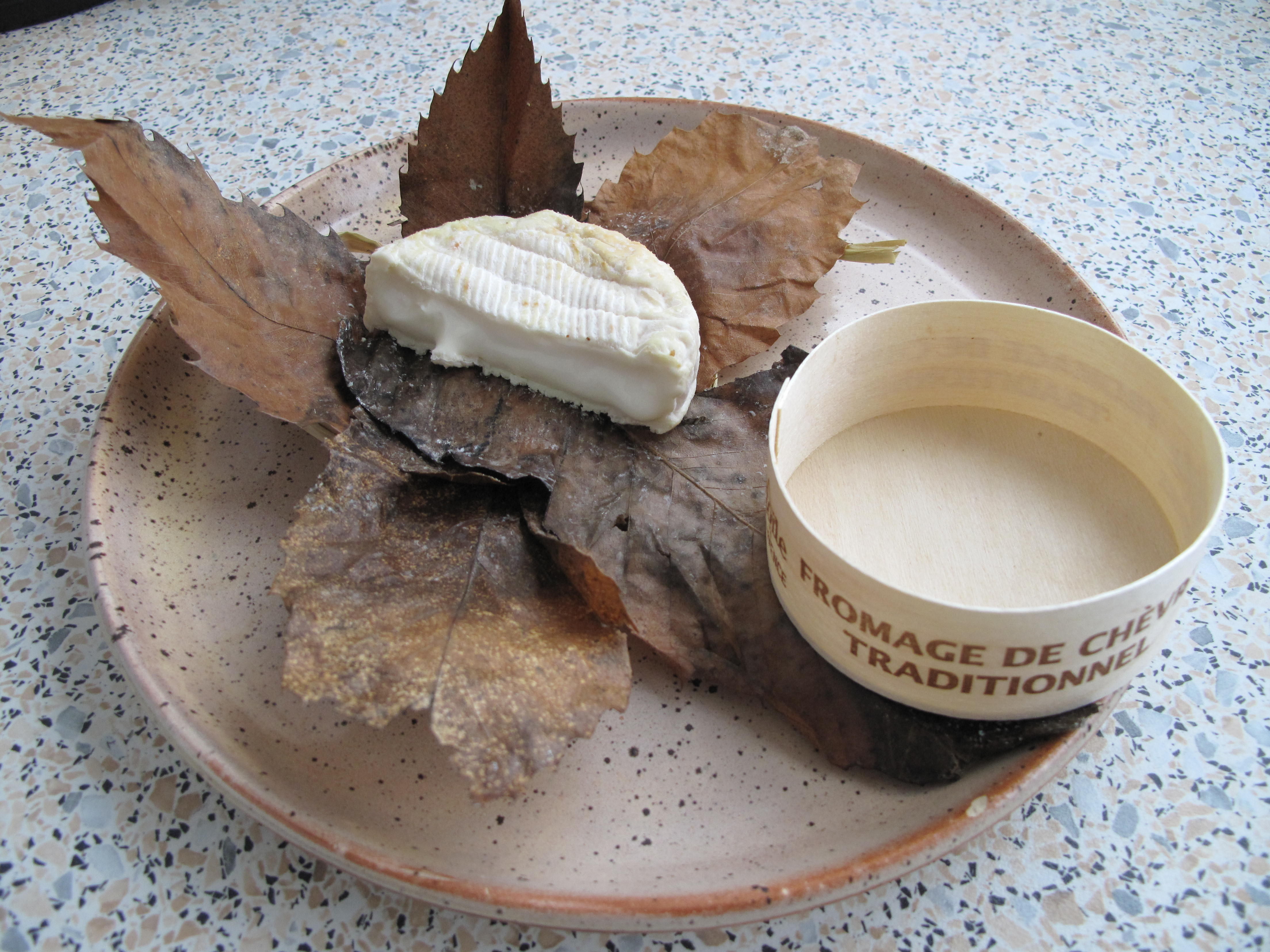
Ausgewickelter Banon im Anschnitt
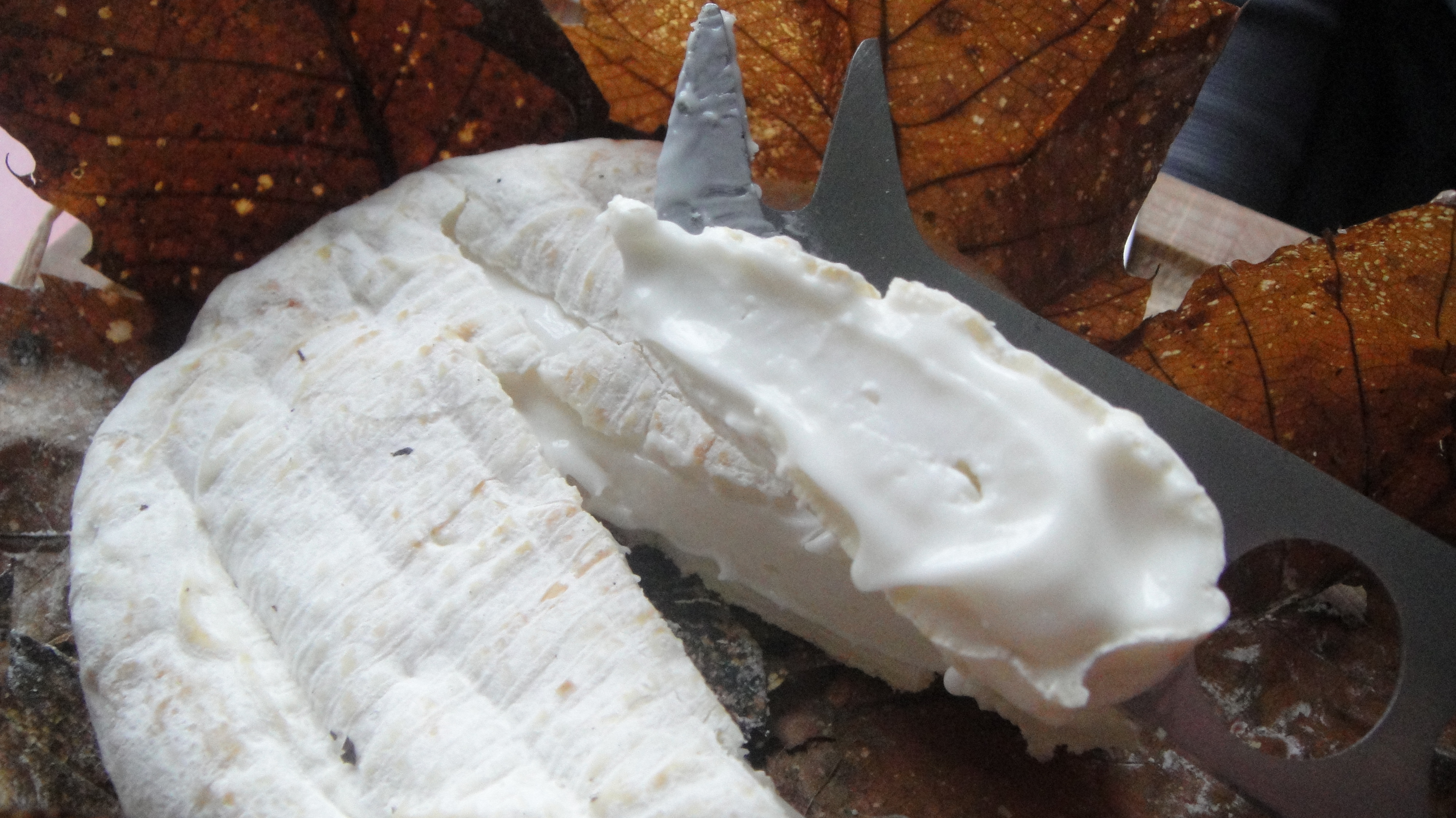
Kurz gereifter Banon

## Geschichte
In der Provence werden traditionell Ziegenkäse mit Lab hergestellt. Solche Käse lassen sich seit dem Mittelalter, durchaus auch unter der Bezeichnung „Käse aus Banon“ belegen. Vom heutigen geschützten Banon unterscheiden sich diese früheren Käse allerdings durch den Herstellungsprozess mit Kastanienblättern. Ohne diese besondere Herstellung entspricht der Käse einem normalen Tomme aus Ziegenmilch, wie er in der Gegend weit verbreitet war und ist.
Der Banon wird erstmals in einem Kochbuch von 1886 (Manuel complet de la cuisinière provençale ‚Handbuch für die provenzalische Köchin‘ von Marius Morard) mit dem besonderen Herstellungsprozess unter diesem Namen erwähnt.
Bauernfamilien produzierten den Käse zunächst nur für den Eigengebrauch. Der Käse ist aus der Notwendigkeit entstanden, einen Eiweißlieferanten für den Winter zu konservieren. Zu diesem Zweck wickelten die Bauern ihre Käselaibe in Kastanienblätter ein. Dadurch blieb der Käse im Winter, wenn es keine frische Ziegenmilch gab, weich und gut genießbar. Die rasche Dicklegung mit Lab war die einzige Möglichkeit, bei dem heißen und trockenen Klima einen weichen und milden Käse zu erzeugen. Überschüssiger Käse wurde auf den Märkten der Gegend, beispielsweise der Käsemesse von Banon, gehandelt.
Nach dem Zweiten Weltkrieg begann die Produktion von Banon ausschließlich zum Verkauf. Dies ging mit einer Spezialisierung der Ziegenherden und technischen Fortschritten bei der Käseherstellung einher.
Früher wurde der Banon auch aus Kuhmilch hergestellt. Diese Produktion ist allerdings inzwischen vollständig eingestellt worden.
Im Mai veranstaltet das Dorf Banon ein Ziegenkäsefest, um dem Käse wieder zu seiner Geltung zu verhelfen.

## Herstellung

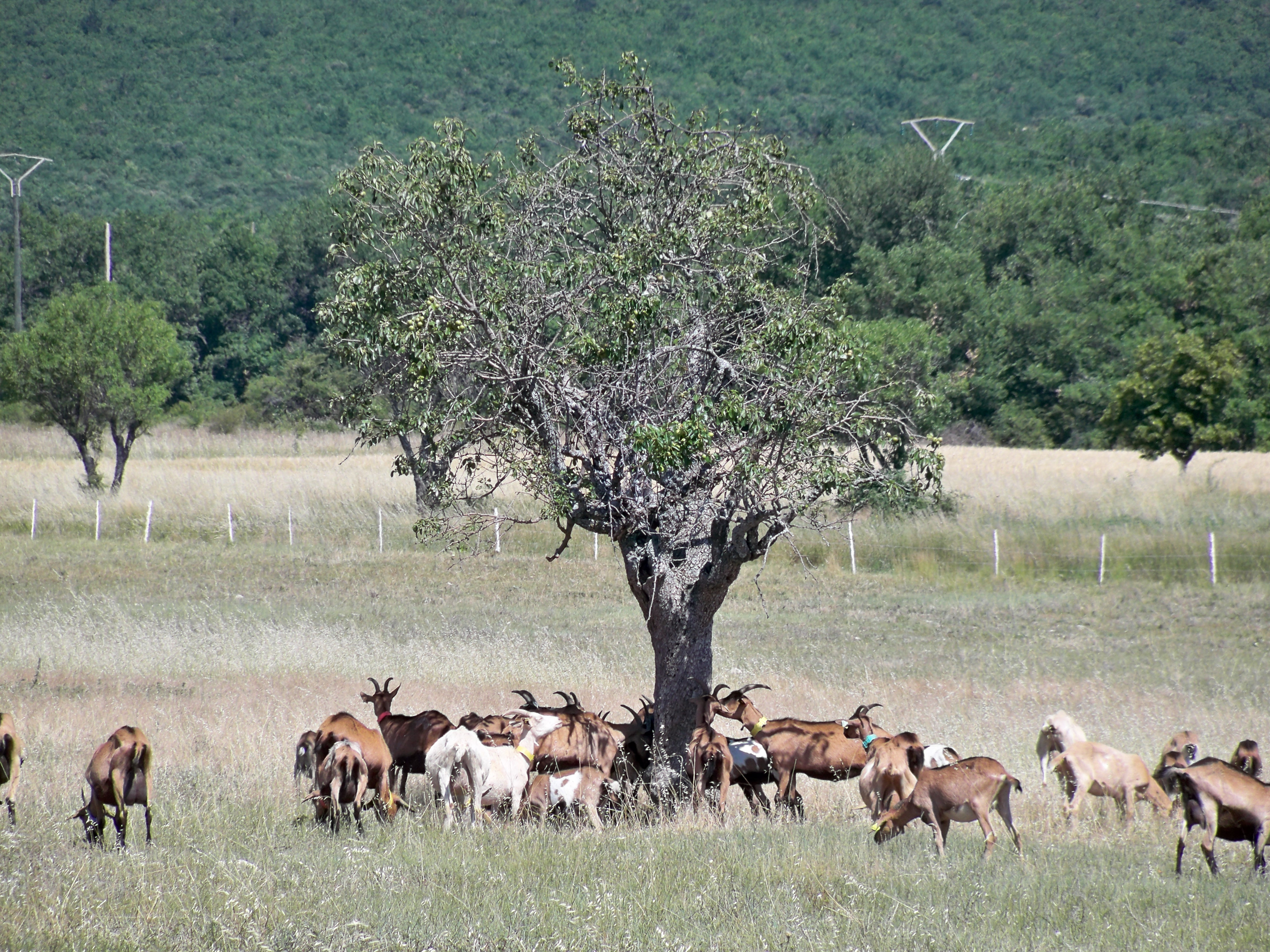
Ziegenherde bei Simiane-la-Rotonde

Zur Herstellung von Banon wird Ziegenmilch mit Lab rasch dickgelegt, es handelt sich also um einen Süßmilchkäse. Es muss sich um Milch der Ziegenrassen Provençales, Roves, Alpines oder deren Kreuzungen handeln (vor 2014 waren auch andere Rassen zugelassen), die Herden müssen in dem geschützten Ursprungsgebiet gehalten werden und an mindestens 210 Tagen im Jahr Weidegang haben.
Der Käsebruch wird von Hand in Formen geschöpft, in denen er 24–48 Stunden abtropft. Währenddessen werden die Laibe immer wieder gewendet. Anschließend werden die frischen Käselaibe aus den Formen genommen und für einige Minuten in Salzlake getaucht.
Die Käselaibe reifen mindestens 15 Tage, davon mindestens 10 Tage eingehüllt in Blätter der Esskastanie.
Im Herbst sammeln Saisonarbeiter auf dem Plateau d’Albion, in den Cevennen, auf Korsika und an der Ardèche die braunen Kastanienblätter. Die braunen Blätter enthalten weniger Tannin als die grünen Blätter und sorgen für einen milderen Geschmack. Die Käserei „La Fromagerie de Banon“, die 60 % allen Banons produziert, benötigt allein 5 Millionen Blätter pro Jahr, was ungefähr 5 Sattelschlepperladungen entspricht. Jeder Käse wird in fünf bis acht Blätter gewickelt, die zuvor in kochendem Wasser oder Essigwasser eingeweicht und glattgestrichen werden.
Die Kastanienblätter, mit denen der Käse umwickelt wird, werden von Hand mit sich drei- bis sechsmal überkreuzenden Bastbändern befestigt. Der Schutz vor Luft und Licht bewirkt, dass der Käselaib eine cremige und weiche Konsistenz erhält und sich durch die Reaktion mit den Tanninen der Kastanienblätter das charakteristische Aroma des Käses entwickelt. Nach frühstens 15 Tagen ist der Käse verzehrbereit.

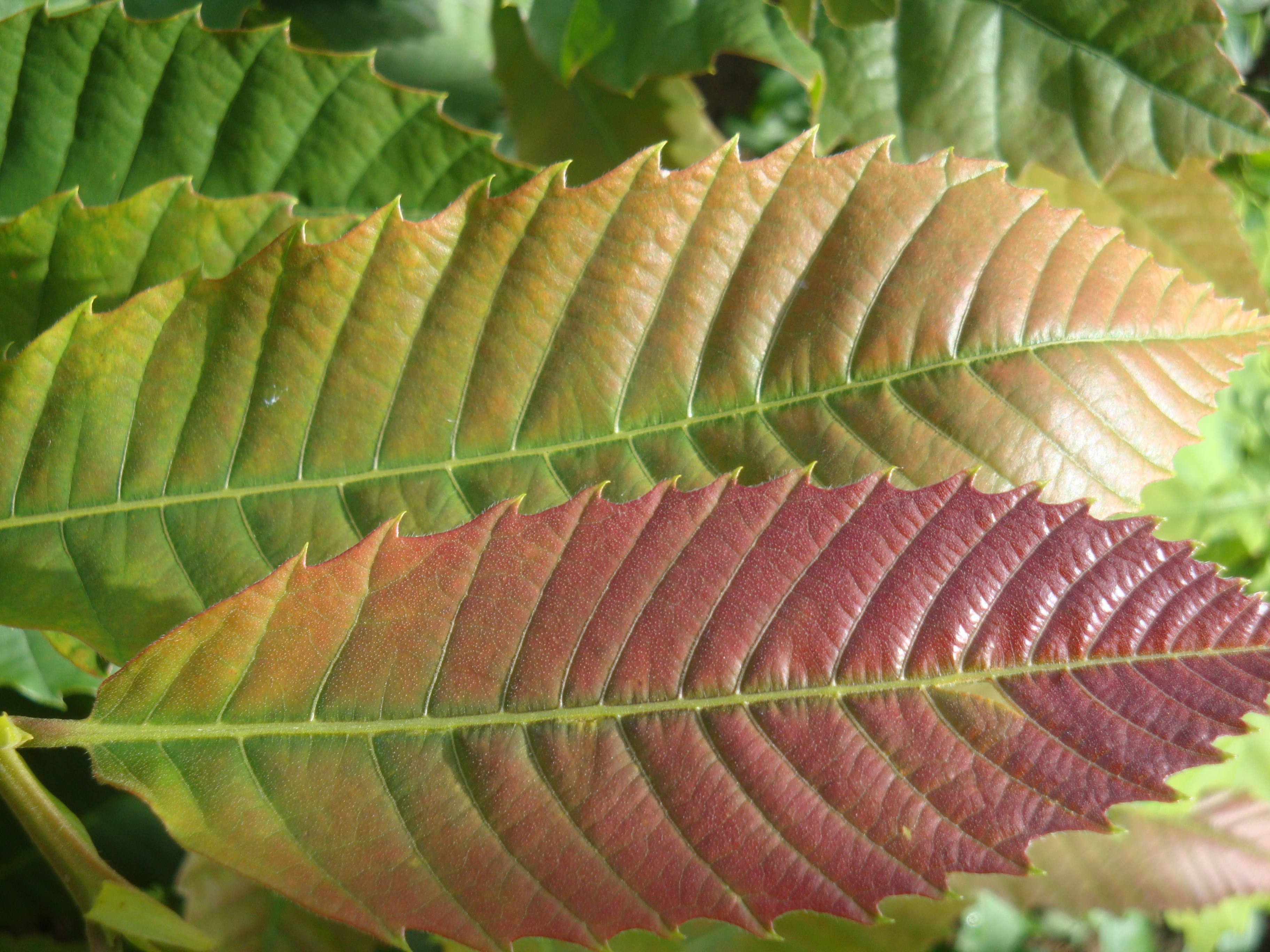
Blätter der Esskastanie

## Appellation d’Origine Protegée (AOP)

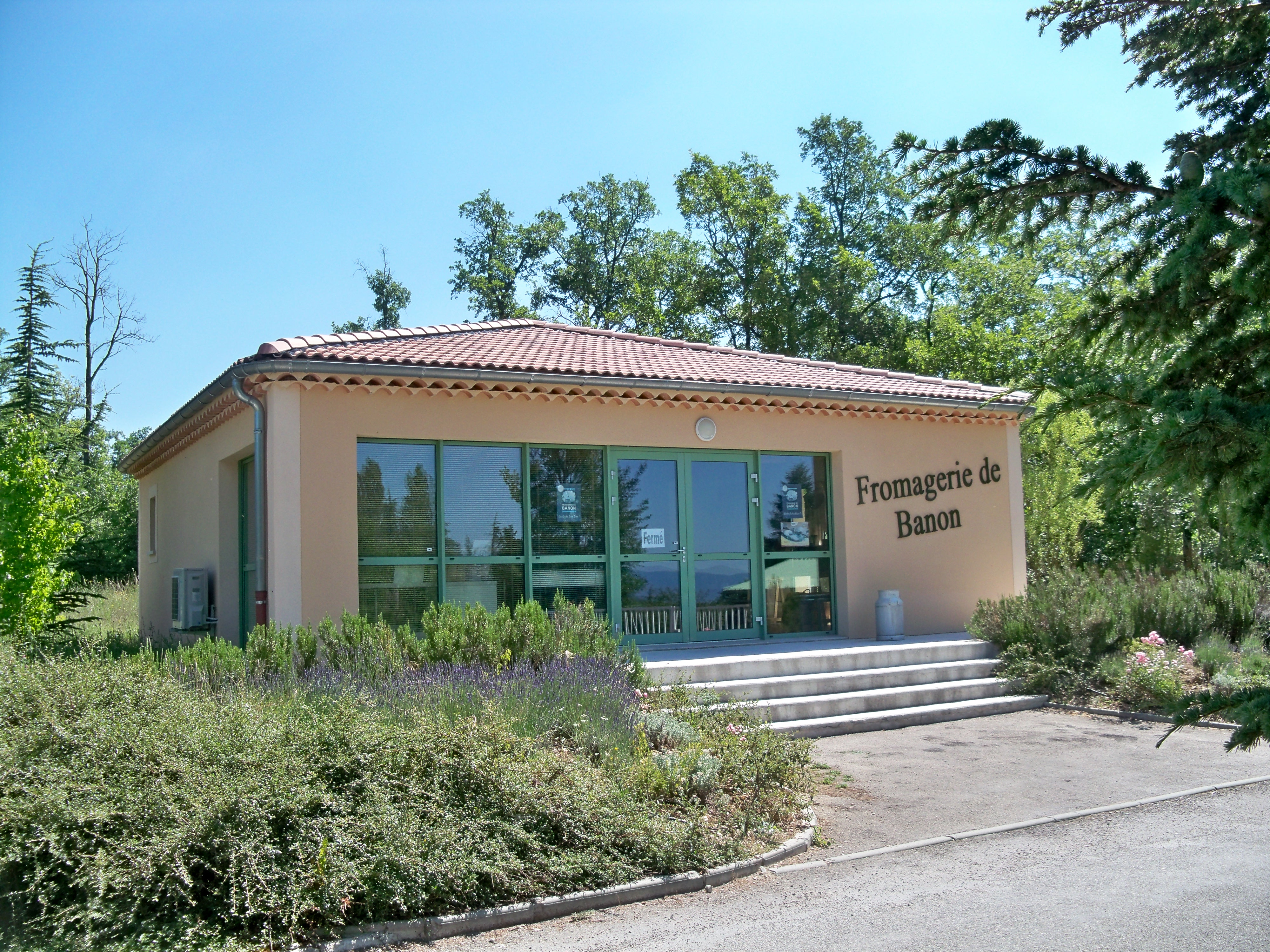
Die Käserei von Banon

Am 23. Juli 2003 stimmte das INAO dem Schutz des Banons durch eine AOP zu.
Durch die erteilte AOP unterliegt die Herstellung des Banons strikten Anforderungen. Die 179 banonproduzierenden Gemeinden befinden sich in einem Mittelgebirgsgebiet mit mediterranem Klima, gekennzeichnet durch eine charakteristische Vegetation. „Die Ziegen finden dort ideale Bedingungen um aufzuwachsen. Um einen Käse mit der Appellation Banon herzustellen, müssen die Ziegenherden in der limitierten Zone fressen, was der traditionellen Weidewirtschaft und der Herstellung des Produktes entspricht. Der Käse wird aus Rohmilch hergestellt, die von den Ziegenrassen Provençale, Rove und Alpine stammt.“ Die Ziegen müssen an mindestens 210 Tagen im Jahr auf den Hügeln weiden. „Ausschließlich hergestellt aus Ziegenmilch, entwickelt er eine goldbraune Farbe und eine cremige Konsistenz, der den Wohlgeschmack der durch die Wälder der Haute-Provence laufenden Ziegen bewahrt.“
Neben der Milchproduktion muss auch die Fabrikation und die Affinage im Gebiet der Appellation erfolgen. Die Produktionsmenge ist deshalb klein, was dazu führt, dass der Käse dieser Appellation selten ist. Es gibt 16 bäuerliche Betriebe und zwei Handwerksbetriebe, die 68 Tonnen Käse herstellen. Die beiden Handwerksbetriebe werden von 10 Milchproduzenten beliefert. Die Fromagerie de Banon bringt 50 Tonnen pro Jahr auf den Markt. Das ist zur Befriedigung der aktuellen Nachfrage dürftig und für den geplanten Ausbau der schon bestehenden Nachfrage aus England, Deutschland, Italien und Japan zu wenig.

## Gebiet der Appellation
Der Banon war der erste Käse aus der Region Provence-Alpes-Côte d’Azur der eine AOC. erhielt. Die Anerkennung erhielten 111 Gemeinden aus Alpes-de-Haute-Provence, 33 Gemeinden aus Hautes-Alpes, 21 Gemeinden aus Drôme und 14 Gemeinden aus Vaucluse, insgesamt also 179 Gemeinden für die Produktion der Milch und die Käseherstellung.

### Gemeinden im Departement Alpes-de-Haute-Provence
Aiglun, Allemagne-en-Provence, Archail, Aubenas-les-Alpes, Aubignosc, Banon, Barras, Beaujeu, Bevons, Beynes, Bras-d’Asse, Brunet, Céreste, Champtercier, Château-Arnoux-Saint-Auban, Châteaufort, Châteauneuf-Miravail, Châteauneuf-Val-Saint-Donat, Châteauredon, Clamensane, Cruis, Curel, Dauphin, Digne, Draix, Entrepierres, Entrevennes, Esparron-de-Verdon, Estoublon, Fontienne, Forcalquier, Ganagobie, Gréoux-les-Bains, Hautes-Duyes, La Brillanne, La Javie, La Motte-du-Caire, Lardiers, La Rochegiron, Le Brusquet, Le Castellard-Mélan, Le Castellet, Le Chaffaut-Saint-Jurson, L'Escale, Les Mées, Les Omergues, L’Hospitalet, Limans, Lurs, Malijai, Mallefougasse-Augès, Mallemoisson, Mane, Manosque, Marcoux, Mézel, Mirabeau, Montagnac-Montpezat, Montfort, Montfuron, Montjustin, Montlaux, Montsalier, Moustiers-Sainte-Marie, Nibles, Niozelles, Noyers-sur-Jabron, Ongles, Oppedette, Oraison, Peipin, Peyruis, Pierrerue, Pierrevert, Puimichel, Puimoisson, Quinson, Redortiers, Reillanne, Revest-des-Brousses, Revest-du-Bion, Revest-Saint-Martin, Riez, Roumoules, Sainte-Croix-à-Lauze, Sainte-Croix-du-Verdon, Saint-Étienne-les-Orgues, Saint-Jeannet, Saint-Julien-d’Asse, Saint-Jurs, Saint-Laurent-du-Verdon, Saint-Maime, Saint-Martin-de-Brômes, Saint-Martin-les-Eaux, Saint-Michel-l’Observatoire, Saint-Vincent-sur-Jabron, Salignac, Saumane, Sigonce, Simiane-la-Rotonde, Sisteron, Sourribes, Thoard, Vachères, Valbelle, Valernes, Valensole, Villemus, Villeneuve, Volonne, Volx.

### Gemeinden im Département Hautes-Alpes
Barret-sur-Méouge, Bruis, Chanousse, Châteauneuf-de-Chabre, Éourres, Étoile-Saint-Cyrice, Eyguians, La Piarre, Laragne-Montéglin, Le Bersac, L'Épine, Méreuil, Montclus, Montjay, Montmorin, Montrond, Moydans, Nossage-et-Bénévent, Orpierre, Ribeyret, Rosans, Saint-André-de-Rosans, Sainte-Colombe, Sainte-Marie, Saint-Genis, Saint-Pierre-Avez, Saléon, Salérans, Serres, Sigottier, Sorbiers, Trescléoux.

### Gemeinden im Département Drôme
Aulan, Ballons, Barret-de-Lioure, Eygalayes, Ferrassières, Izon-la-Bruisse, Laborel, Lachau, La Rochette-du-Buis, Mévouillon, Montauban-sur-l’Ouvèze, Montbrun-les-Bains, Montfroc, Montguers, Reilhanette, Rioms, Saint-Auban-sur-l’Ouvèze, Séderon, Vers-sur-Méouge, Villebois-les-Pins, Villefranche-le-Château.

### Gemeinden im Département Vaucluse
Aurel, Auribeau, Buoux, Castellet-en-Luberon, Gignac, Lagarde-d’Apt, Monieux, Saignon, Saint-Christol, Saint-Martin-de-Castillon, Saint-Trinit, Sault, Sivergues, Viens.

## Verzehr
Der Käse schmeckt vorzüglich auf einer Scheibe Landbrot, begleitet von Kirsch- oder Feigenkonfitüre. Hierzu wird gerne ein Weißwein der Côtes du Rhône, des Ventoux oder des Luberon getrunken. Der Käse kann ganzjährig verzehrt werden.